# Archephanes zalosema
Archephanes zalosema är en fjärilsart som beskrevs av Turner 1925. Archephanes zalosema ingår i släktet Archephanes och familjen mätare. Inga underarter finns listade i Catalogue of Life.